# Rune Dahmke
Rune Dahmke (Kiel, 10 de abril de 1993) es un jugador de balonmano alemán que juega de extremo izquierdo en el THW Kiel y en la selección de balonmano de Alemania.
Fue considerado uno de los mayores jóvenes talentos de Alemania tras su fichaje por el THW Kiel.
Con la selección ha ganado la medalla de oro en el Campeonato Europeo de Balonmano Masculino de 2016.

## Palmarés

### Selección nacional
| Juegos Olímpicos   | Juegos Olímpicos | Juegos Olímpicos | Juegos Olímpicos |
| Año                | Lugar            | Medalla          |                  |
| ------------------ | ---------------- | ---------------- | ---------------- |
| 2024               | París            | Medalla de plata |                  |
| Campeonato Europeo |                  |                  |                  |
| Año                | Lugar            | Medalla          |                  |
| 2016               | Polonia          | Medalla de oro   |                  |

### Kiel
- Liga de Alemania de balonmano (4): 2015, 2020, 2021, 2023
- Copa de Alemania de balonmano (3): 2017, 2019, 2022
- Supercopa de Alemania de balonmano (5): 2015, 2020, 2021, 2022, 2023
- Copa EHF (1): 2019
- Liga de Campeones de la EHF (1): 2020

## Clubes
- THW Kiel (2012- )
- TSV Altenholz (2012-2014) (cedido)